# Pustynnym szlakiem
Pustynnym szlakiem – trzecia część komiksu z serii Tajemnica złotej maczety autorstwa Władysława Krupki (scenariusz) i Jerzego Wróblewskiego (rysunki).

## Fabuła komiksu
Porucznik Witold kontynuuje opowiadanie swych perypetii wojennych trzem chłopcom. Karawana składająca się z tubylców wyrusza na południe zabierając ze sobą pana Witolda. Wielogodzinna podróż wiedzie do oazy Laghouat. Gdy docierają do przedmieść dowódca karawany wysyła dwóch ludzi do miasta na zwiady i po wielbłąda dla pana Witolda. Po przenocowaniu w mieście ruszają w dalszą drogę. Po całodniowej jeździe docierają do Ghardai, gdzie zauważają wojska Legii Cudzoziemskiej. Pan Witold przyłącza się do walki po stronie algierskiego ruchu oporu. Z Allalem udają się pod osłoną nocy do miasta by bronić wodociągów przed wysadzeniem ich przez wojska legii. W podziemiach wodociągów rozbrajają podłożone tam ładunki wybuchowe i zasadzają się na wrogów u drugiego wejścia do podziemi. Gdy zjawia się trzech legionistów by zdetonować ładunki Allal zabija ich, potem udaje się po posiłki.

## Nakład i wydania
- wydanie I 1986 - "Sport i Turystyka", nakład: 100 250 egzemplarzy
- wydanie II 1989 - "Sport i Turystyka", nakład: 100 250 egzemplarzy